# Mieczysław Feglerski
Mieczysław Fęglerski, né le 28 novembre 1930, à Buk, en Pologne et décédé le 8 février 2011, à Poznań, en Pologne, est un ancien joueur de basket-ball polonais. Il évolue au poste d'arrière